# Inquilinismo

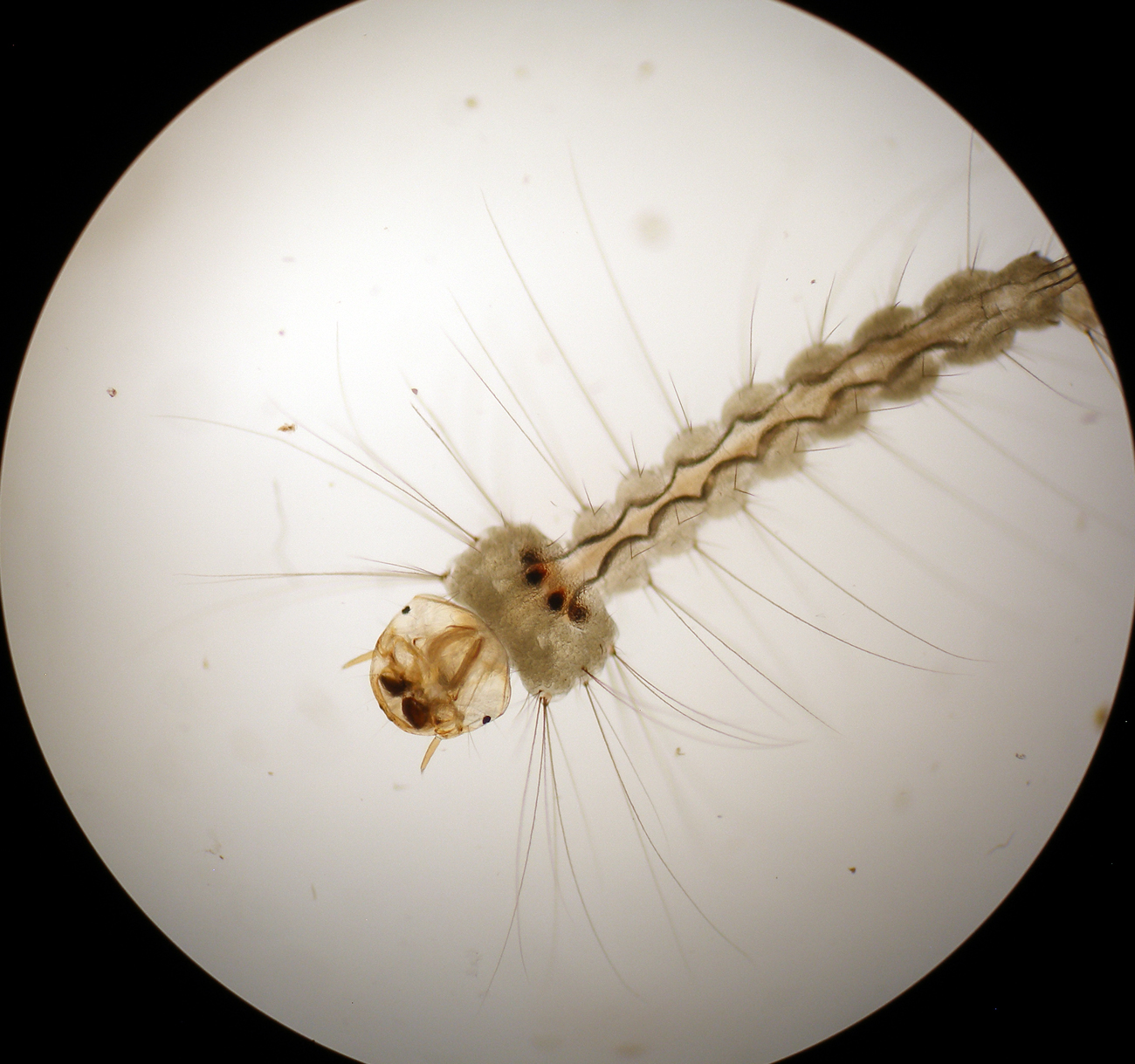
Larva de Wyeomyia smithii, un inquilino de la planta carnívora Sarracenia purpurea (magnificación 40X).

En zoología un inquilino (del latín inquilinus) es un animal que vive como un comensal en la madriguera o refugio de otra especie. Por ejemplo algunos organismos, tales como insectos pueden vivir en las madrigueras de ratones campesinos y alimentarse de residuos, hongos, raíces, etc.
Los tipos más comunes de inquilinos son los encontrados en asociación con los nidos de insectos sociales, especialmente hormigas y termitas. Una sola colonia puede albergar docenas de inquilinos diferentes. La diferencia entre parásitos, parásitos sociales, inquilinos y relaciones mutualistas puede ser muy sutil. Algunas especies cumplen los criterios de uno y otro, por ejemplo son inquilinos y presentan algunos de los comportamientos de parásitos o de mutualistas. La diferencia fundamental es que los parásitos son perjudiciales a sus acompañantes, los inquilinos sólo tienen efectos neutros y los mutualistas ayudan al hospedero.
El término inquilino se usa también para referirse a los invertebrados acuáticos que pasan toda o la mayor parte de sus vidas en las estructuras llenas de agua de ciertas plantas. Por ejemplo Wyeomyia smithii, Metriocnemus knabi y Habrotrocha rosa son tres invertebrados que forman parte de un microecosistema dentro de las jarras de la planta carnívora Sarracenia purpurea. Estos llamados inquilinos realizan una labor beneficiosa para la planta porque ayudan en la digestión de las presas atrapadas en la jarra.